# Sergei Michailowitsch Schirokogorow

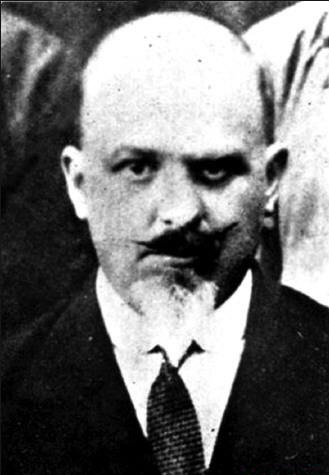
Sergei Schirokogorow (1929)

Sergei Michailowitsch Schirokogorow (russisch Сергей Михайлович Широкого́ров, wiss. Transliteration Sergej Michajlovič Širokogorov; * 19. Junijul. / 1. Juli 1887greg. in Susdal; † 19. Oktober 1939 in Peking) war ein russischer Ethnograph und Anthropologe. Sein Hauptwerk Psychomental complex of the Tungus (1935) gilt als wegweisendes Werk der Schamanismusforschung.